# Táborový oheň

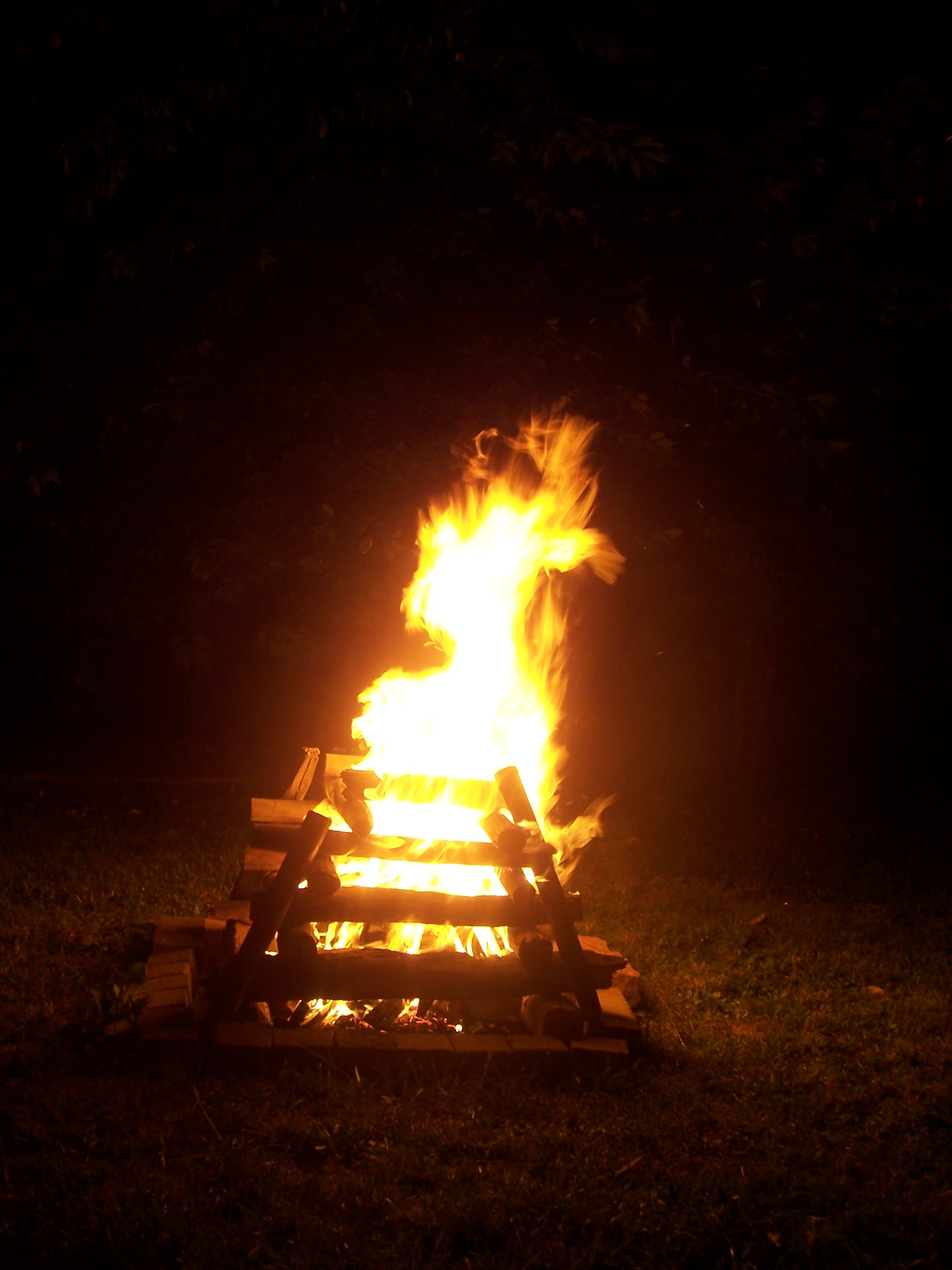
Pagoda

Táborový oheň (lidově řečeno táborák) je obvykle slavnostní společenská událost obřadní povahy, která bývá pořádána během táboření v přírodě různými společenskými organizacemi, spolky, hnutími nebo i jen volnými uskupeními lidí. Vyskytuje se nejčastěji v organizacích věnujících se systematicky trampingu, skautingu, lesní moudrosti, sportovnímu táboření v přírodě a dalších příbuzných spolcích. Jedná se o přísně formalizovanou a ritualizovanou záležitost, která má za úkol vždy zdůraznit především mimořádnost nějaké společenské situace. Zároveň s tím se ale jedná také o jistý ritualizovaný projev úcty k ohni jako takovému, jakož i ke všemu, co oheň v životě člověka znamená a symbolizuje. Jakožto táborový oheň bývá některými laiky či mnohými neznalými lidmi nesprávně označován jakýkoliv větší oheň, jedná se zpravidla o tzv. besední oheň popřípadě kuchyňský oheň (který nemá slavnostní a ritualizovaný průběh), se kterým je táborový oheň dosti často nesprávně zaměňován.
Tematika rozdělování jednotlivých typů ohňů během táboření v přírodě je poměrně obsáhlá a dosti složitá záležitost, která zjevně přesahuje rámec tohoto hesla, uvedené rozdělení je tudíž velmi zjednodušené a pouze orientační.

## Slavnostní ráz společenského setkání
Je potřebné zdůraznit, že táborový oheň je považován za výjimečnou a slavnostní událost a jako takový nebývá pořádán příliš často.
Na rozdíl od ostatních druhů ohně se na táborovém ohni nikdy nepřipravují pokrmy (tedy nevaří se na něm), nespalují se v něm nikdy žádné odpadky (pneumatiky, plasty, umělé lahve, papír apod.), nepoužívá se pro něj ani odpadní dřevo. Táborový oheň se nepodpaluje (nezapaluje) nikdy ani běžným zapalovačem, ani zápalkami, ani papírem, nepoužívají se zde nikdy žádné umělé hořlaviny. Do táborového ohně se také libovolně neodhazuje jakékoliv palivové dřevo, neplive se do něj apod. Vzhledem ke slavnostní povaze události je jeho zapálení, průběh i ukončení prováděno slavnostním a formalizovaným resp. ritualizovaným způsobem.

## Odlišnosti táborových ohňů
Jak již bylo řečeno, jedná se vždy o společenskou záležitost a mimořádnou událost, která má vždy více či méně slavnostní a svým způsobem i rituální průběh. Hned na počátku je třeba zdůraznit, že každý, spolek, každá organizace, jakož i každé neformální hnutí může mít svoje vlastní rituály a zvyklosti (často se jedná o nepsaná pravidla šířená výhradně ústním podáním) při jeho zapalování, průběhu i ukončení, tyto rituály a zvyklosti bývají v různých skupinách velmi odlišné.

## Nejběžnější základní zásady
Tyto zásady jsou pouze rámcové, detaily se mohou, jak již bylo řečeno, více či méně odlišovat podle místních zvyklostí a tradic.
- každé správné tábořiště má pro tyto účely vymezen tzv. táborový kruh, což je specializovaný prostor, který slouží pouze a výhradně pro pořádání táborového ohně (nikdy se na něm nezapalují jiné účelové ohně). Vnější prostor táborového kruhu bývá často ohraničen sedačkami, které tvoří jakousi vnější hranici táborového kruhu. Součástí táborového kruhu bývá u některých spolků také ručně vyrobený totem (ale není vždy bezpodmínečně nutný). Táborový kruh nemusí být vždy zcela uzavřen, od východu může být ponechán prostor pro obřady spojené se zapalováním ohně a další společenské události s TO spojené. Některé tradice považuji celé území táborového kruhu za posvátný prostor, ve kterém se kromě TO neprovádí žádné jiné táborové činnosti.
- oheň je podpalován vždy ve větším kruhovém ohništi, které se nachází v dostatečné vzdálenosti od lesa a je vždy od okolního prostředí ohraničeno hradbou z větších přírodních kamenů (nikoliv z cihel či betonových prefabrikátů), ohniště je vhodné zahloubit několik centimetrů do země, v případě přechodného táboření v přírodě je travní drny dobré uschovat pro závěrečnou asanaci (zahlazení stop) bývalého ohniště do původního přírodního stavu
- vnitřní kruh ohniště je ohraničen jedním nebo dvěma vnějšími kruhy z menších kamenů, mezikruží mezi oběma kamennými kruhy (vnitřním a vnějším) je území v bezprostředním okolí ohniště, kam za normálních okolností smí vstoupit pouze ti lidé, kteří jsou pověřeni oheň zapálit, a dále ti, kdo se o oheň nadále starají (což může být funkce, která se nazývá např. ohňovec či ohnivec, palivec, není-li taková osoba určena, vykonává tuto funkci táborový funkcionář zvaný ohněstrůjce nebo ta osoba, která táborový oheň slavnostně zapálila), tento člověk (tito lidé) sám jediný na oheň přikládá dřevo, oheň vhodně a vkusně upravuje (nikoliv prohrabuje pohrabáčem) apod. Mezikruží má, kromě své výrazné symbolické funkce, také svoji bezděčnou bezpečnostní funkci, neboť vymezuje jakýsi bezpečnostní pás kolem ohniště, kam během ohně dopadají žhavé uhlíky; také z tohoto důvodu se někdy vysypává pískem nebo drobnými kaménky (ovšem zvyklosti se v tomto bodu mohou značně lišit)
- zapálení ohně se provádí vždy slavnostním způsobem pomocí jedné, dvou, či čtyř fakulí (fakule=zápalná pochodeň), která se zapaluje zásadně mimo táborový kruh a pro účely zapálení ohně se vždy přináší již hořící (vlastní zapálení fakule může být také vhodně formalizováno, přičemž jednotlivé tradice se v tomto bodě mohou značně odlišovat – tato problematika značně přesahuje rozsah tohoto článku)
- oheň se zapaluje obřadním způsobem, pomocí jedné fakule se podpaluje nejprve od východu (což je symbolika vycházejícího slunce, symbol dárce života a síly přírody), popřípadě ze všech světových stran najednou v případě čtyř fakulí; účastníci při zapalování ohně (pokud stát mohou) vždy stojí, jednotlivé tradice se zde mohou poněkud lišit
- člověk, který TO zapaluje (což je pro dotyčnou osobu samozřejmě čest) obvykle také pronáší nějakou vhodnou krátkou řeč (respektive formalizovaný proslov)
- samozřejmou součástí zapalování TO, resp. zahájení TO, bývá také zpěv hymny příslušné organizace (v trampském hnutí se jedná o Kordovu píseň Vlajka, v jiných spolcích mohou znít jiné písně, v českém prostředí a při mezinárodní účasti hostů není na závadu ani vkusný zpěv české národní hymny či jiných oficiálních znělek – záleží vždy na konkrétních podmínkách a potřebách)
- tvar táborového ohně bývá obvykle formalizován takto:
  - tvar pyramida – nejjednodušší tvar pro nejméně slavnostní TO (dřevo stejné délky je postaveno svisle a tvoří přibližně jehlan či kužel)
  - tvar hranice – složitější tvar TO, dřevo má stejnou délku a tvoří klasickou hranici (obvykle lichý počet pater, doporučeno je maximálně sedm pater), jednotlivé strany stavby jsou vždy správně orientovány vůči světovým stranám, od východu musí být vespod volný prostor pro vložení hořící fakule-pochodně
  - tvar pagoda – nejsložitější tvar pro nejslavnostnější ohně, jednotlivá patra se směrem vzhůru postupně zužují, stavba tak tvarem připomíná asijskou pagodu (opět obvykle lichý počet pater, doporučeno je maximálně 7 pater, pagodu je vhodné doplnit vodorovnou střechou z lichého počtu dřev, která vnitřek pagody zakryje shora), jednotlivé strany stavby jsou orientovány vůči světovým stranám, od východu musí být dole volný prostor pro vložení hořící fakule
- vnitřek pyramidy, pagody či hranice je vyplněn klestím, respektive drobnějším dřevem, které se snadno podpaluje, nejtenčí větévky se vkládají dospod kvůli usnadnění podpalu ohně, silnější klacky se vkládají dovnitř pagody do její horní části (je doporučováno použití jednoho typu dřeva z jednoho druhu stromu)
- ukončení táborového ohně se děje také formalizovaně, zpravidla tak, že ten, kdo oheň podpálil, posléze zruší (respektive vydá pokyn ke zrušení) vnější kruh(y) z kamenů kolem ohniště. Od této chvíle oheň ztrácí svůj slavnostní ráz a je považován de facto pouze za oheň besední. Hořící oheň se ale nikdy nehasí vodou ani jinou tekutinou, nechává se vždy přirozeně dohořet, o jeho dohoření se stará pověřená osoba – nejčastěji je to noční táborová hlídka. Po úplném vyhasnutí ohně je vhodné ohniště čistě vymést a popel z něj vysypat (např. do vhodné odpadní jámy)
- táborový oheň udržuje pouze jedna pověřená osoba (popřípadě malá skupina osob), ostatní účastníci do ohně nic neodhazují, do ohně neplivají a ohni projevují elementární úctu. V některých spolcích se nepovažuje za vhodné (zejména u nejslavnostnějších ohňů), aby se lidé k ohni točili zbytečně zády a projevovali tak svoji neúctu ke všemu, co hořící oheň symbolizuje
- po opuštění tábořiště bývá vhodné, zejména při táboření ve volné přírodě, táborový kruh zlikvidovat tak, aby příroda uvedla svojí činností prostor do původního stavu (tedy do stavu před začátkem našeho táboření) – asanace tábořiště do původního stavu

## Průběh akce
Jak již bylo řečeno, u jednotlivých hnutí, spolků, organizací se průběh TO značně liší, vždy je však třeba dbát na elementární pravidla slušnosti a společenského chování zcela běžného i při jiných slavnostních společenských událostech. V organizacích dětí a mládeže bývá poslední táborový oheň, nejčastěji na nějakém letním táboře, obvykle spojen s různým slavnostními akty (např. se slavnostním slibem, předáváním různých vyznamenání a cen apod.), někdy se tento táborový oheň nazývá slibový oheň a z těchto důvodů mívá velmi slavnostní až posvátný ráz. Události tohoto typu se samozřejmě neobejdou bez vhodného oblečení, jímž zpravidla bývá spolkový kroj (čili spolková uniforma). Táborových ohňů tohoto typu se obvykle zúčastňují pouze přímí účastníci tábora plus zvaní hosté – tato zvyklost (tradice) se však u jednotlivých spolků také může značně lišit.

## Symbolika a mystika táborového ohně

### Symbolika ohně
Táborový oheň je spojen s pradávnou lidskou mystikou a symbolikou, která je spojena právě s ohněm. Oheň je zde primárně prezentován jakožto dárce životodárného tepla a světla, kromě toho je zde také zdůrazňována jasná symbolika Slunce, coby hlavní životodárné síly na celé Zemi. Oheň může mít i mnoho dalších symbolických významů, může být i symbolem Stvořitele či jiného božstva, pro každého člověka může symbolizovat něco jiného.

### Symbolika kruhu
Kromě symboliky ohně se zde setkáváme také se symbolikou kruhu (kruhů), která může být také velmi různorodá (kromě jiného může symbolizovat lidskou vzájemnost, bratrství, pospolitost a mnoho jiných dalších společenských hodnot a významů).

## Odlišnosti mezi jednotlivými typy ohňů v přírodě

### Základní typy
Pokud se na ohni připravují či ohřívají jakékoliv pokrmy a nápoje (například opékání buřtů, uzenin a masa), jedná se vždy pouze o tzv. kuchyňský oheň, jedině na tomto typu ohně je vhodné spalovat různé odpadky (nejlépe odpadky z přírodních materiálů). Pokud se jedná o oheň, který není slavnostní a na kterém se nepřipravuje teplá strava či nápoje, jedná se o tzv. besední oheň. Některé tradice považují právě besední oheň za nejjednodušší typ táborového ohně. Toto je základní dělení, které se v různých místech a v různých organizacích může značně lišit, jedná se pouze o hrubé orientační rozdělení.

### Speciální typy
Zvláštní případem ohňů používaných během táboření v přírodě jsou také strážní oheň, respektive hlídkový oheň, který také není běžným účelovým ohněm a je udržován obvykle s úctou a náležitou péčí. Pokud je na táboře udržován stálý hlídkový či strážní oheň, je možné podpalovací fakuli či fakule pro táborový oheň zapálit od tohoto strážního či hlídkového ohně.

## Bezpečnostní zásady
Jakýkoliv otevřený oheň v přírodě je vždy nutno rozdělávat pouze za předpokladu dodržování všech platných právních předpisů, zejména předpisů požární ochrany a dále všech předpisů v oblasti ochrany přírody a životního prostředí. Pokud je na letním táboře ustanovena táborová funkce ohněstrůjce, přináleží péče o požární bezpečnost všech ohňů, tedy i TO, na táboře právě této osobě.
Kouř hořícího dřeva je karcinogenní.